# Lluís Mas Franch
Lluís Mas Franch (21 de juny de 1938, Premià de Mar, el Maresme - 25 de juny de 2021, Palma, Mallorca) fou un destacat físic teòric català que treballà en el camp de la teoria de la relativitat general.
El 1960 Mas es llicencià en Ciències Físiques i posteriorment es doctorà en Ciències Exactes a la Universitat de París el 1966 i en Ciències Físiques el 1970 a la Universitat Autònoma de Barcelona. La seva tesi sobre solucions de les equacions de camp sobre la base d'una nova mètrica representa una fita important en la física teòrica de l'estat espanyol, ja que fou la primera sobre teoria de la relativitat.
Fou professor agregat interí a la Universitat d’Oviedo entre els anys 1970 i 1973, i des d’aleshores professor agregat (catedràtic) de la Universitat Autònoma de Barcelona (1973-77), de la Universitat d’Oviedo (1977-78) i de la Universitat de Granada (1978-80). Arribà a la Universitat de les Illes Balears l’any 1980, on fou catedràtic de Física Teòrica fins que es jubilà, l’any 2008. Ha estat director del Departament de Física Teòrica de la Universitat Autònoma de Barcelona fins al 1977, de la Universitat de Granada el 1979, de la Universitat de les Illes Balears entre el 1981 i el 1984, del departament de Matemàtiques de la Universitat d'Oviedo el 1978 i del Departament de Física de La Universitat de les Illes Balears el període 1986-1990. Fou degà d'aquesta universitat entre el 1984 i el 1986. És autor dels llibres Transformaciones de fondo en las Ciencias Físicas (1982) i Relatividad y Cosmología Relativistas (1983), dins l'obra Historia de la Ciencia, i de l'estudi Cosmología (1989).